# Джолеви (Сенакский муниципалитет)
Джолеви (груз. ჯოლევი) — село в Грузии, на территории Сенакского муниципалитета края (мхаре) Самегрело-Верхняя Сванетия.

## География
Село находится в западной части Грузии, на левом берегу реки Техури, на расстоянии приблизительно 16 километров (по прямой) к северо-востоку от города Сенаки, административного центра муниципалитета.

## Население
По результатам официальной переписи населения 2014 года в Джолеви проживало 174 человека (92 мужчины и 82 женщины). В национальной структуре населения грузины составляли 100 %.
| Год  | Население, человек |
| ---- | ------------------ |
| 2002 | 143                |
| 2014 | ↗ 174              |